# 防灾无线
防灾无线是日本各级政府部门在重大突发事件（例如火灾、地震等）时使用的无线通讯系统。此类信号在公用通信网络停电时，可以给人民群众带来便利。需要注意的是：该信号对于聋人来说，可以使用文字、图画来辅助说明。随着全国瞬时警报系统的启用，防灾无线信号必将会进行改造。